# 김영미 (언론인)
김영미(1970년 ~ )는 대한민국의 분쟁전문 프리랜서 PD이다.
1999년 소속 없이 동티모르에서 촬영한 다큐멘터리 《동티모르의 푸른전사》가 SBS를 통해 방영되며 방송계에 입문했다. 1년여간 아침 방송 프로그램을 제작하다가 아프가니스탄으로 떠나 2002년 KBS 일요스페셜로 방영된 《탈레반 붕괴 100일, 부르카를 벗는 아프간 여인들》을 제작했다.
2002년 일본으로 건너가 아프가니스탄과 카슈미르를 다룬 특집 다큐멘터리 20여 편이 2002년부터 2004년까지 니혼TV에서 방송되었다. 2004년 MBC 창사특집으로 방영된 《긴급르포 파병, 100일간의 기록 자이툰 부대》는 한국 취재진이 촬영한 유일한 영상물이다. 2007년 시사인 창간부터 국제문제 편집위원으로 기사를 쓰고 있다.

## 작품 내역
주요 작품 내역은 다음과 같다.
| 연도 | 방송사 | 제목                                                          |
| ---- | ------ | ------------------------------------------------------------- |
| 2000 | SBS    | 《동티모르의 푸른전사》                                       |
| 2003 | KBS    | 일요스페셜 《탈레반 붕괴 100일, 부르카를 벗는 아프간 여인들》 |
| 2003 | SBS    | 긴급 르포 《일촉즉발, 이라크를 가다》                         |
| 2004 | MBC    | 《파병, 100일간의 기록, 자이툰 부대》                         |
| 2004 | MBC    | 《이라크 파병, 그 머나먼 길》                                 |
| 2005 | SBS    | SBS 스페셜 《깨어나는 이슬람의 딸들》                         |
| 2006 | MBC    | PD수첩 《조국은 왜 우리를 내버려 두는가?》                    |
| 2007 | MBC    | 《불타는 레바논》                                             |
| 2008 | SBS    | SBS 스페셜 《탈레반, 그들이 꿈꾸는 나라》                     |
| 2008 | KBS    | 수요기획 《미군들의 이라크》                                  |
| 2010 | EBS    | EBS 다큐프라임 《히말라야 커피로드》                          |
| 2018 | MBC    | PD수첩 《스텔라데이지호, 국가의 침몰》                        |

## 저서 목록
- 《세계는 왜 싸우는가?》 (추수밭) 2011년 3월 ISBN 978-89923556-4-3 (절판)
- 《사람이, 아프다》 (추수밭) 2012년 2월 ISBN 978-89923558-1-0 (절판)
- 《평화학교》 (책숲) 2015년 6월 ISBN 979-11863420-2-2
- 《전쟁터에서 만난 사람들》 (그러나) 2019년 11월 ISBN 978-89981206-2-7

공저
- 《바다에서 길을 잃어버린 사람들》 (북하우스) 2007년 3월 ISBN 978-89560518-0-2
- 《아들에게 보내는 갈채》 (책숲) 2012년 2월 ISBN 978-89968087-0-1
- 《위로의 음식》 (책숲) 2012년 10월 ISBN 978-89968087-3-2
- 《세상의 끝에서 세상을 말하다》 (21세기북스) 2013년 3월 ISBN 978-89509482-2-1
- 《희망을 통찰하다》 (정한책방) 2016년 3월 ISBN 979-11954650-4-0
- 《세계의 분쟁》 (모시는사람들) 2019년 7월 ISBN 979-11887655-2-2

## 수상 내역
- 2002년 평등·인권방송 디딤돌상[7]
- 2004년 MBC 방송대상 공로상
- 2004년 일본 NTV 10대 디렉터상[2]
- 2006년 제4회 한국여성지도자상 젊은 지도자상